# Nick Adenhart
Nicholas James Adenhart (Silver Spring, 24 de agosto de 1986-Fullerton, 9 de abril de 2009) fue un beisbolista estadounidense que jugó partes de dos temporadas de la Major League Baseball (MLB) para Los Angeles Angels en la posición de lanzador abridor. En solo cuatro juegos de su carrera, Adenhart lanzó 18 entradas y registró un récord de victorias y derrotas de 1-0.
Graduado de Williamsport High School, Adenhart fue muy promocionado como un prospecto de la escuela secundaria hasta que una lesión en su último juego requirió una cirugía Tommy John. Fue reclutado por los Angels en la ronda 14 del draft de las grandes ligas de 2004 y comenzó a jugar en su sistema de ligas menores después de que la cirugía fuera un éxito. Pasó tres temporadas completas en las ligas menores antes de hacer su debut en las grandes ligas el 1 de mayo de 2008. Después de aparecer en tres juegos, Adenhart pasó el resto del 2008 en las ligas menores desarrollando sus habilidades, y en el 2009 se ganó un lugar en la rotación de abridores de los Angels.
Justo después de lanzar su primera apertura de 2009, Adenhart murió en un choque con un conductor ebrio. Tanto los Angels como los Salt Lake Bees, para los que jugó Adenhart en 2008, suspendieron sus próximos partidos. Hubo muchos homenajes a él en el transcurso de la temporada, incluidos sus excompañeros de equipo que lo celebraron rociando champán y cerveza en una de sus camisetas después de que ganaron el campeonato de la División Oeste de la Liga Americana en 2009.

## Primeros años
Nicholas James Adenhart nació en Silver Spring, Maryland siendo el único hijo de Janet y Jim Adenhart, un ex oficial del Servicio Secreto de los Estados Unidos. Sus padres se divorciaron y Janet se volvió a casar más tarde con Duane Gigeous, con quien tuvo un hijo llamado Henry, quien era lanzador en la Universidad de Oregón. Adenhart jugó medio tiempo en la Little League Baseball para Gehr Construction y asistió a Springfield Middle School en Williamsport, Maryland. Lanzó para los Hagerstown de la PONY League durante seis años y fue miembro del equipo de 1999 que ganó el título del Distrito 1 de Maryland.
Después de graduarse de la escuela secundaria, Adenhart asistió a la escuela secundaria Saint Maria Goretti en Hagerstown, Maryland. Jugó de campocorto y de jardinero, además de lanzador. Mientras asistía a Saint Maria Goretti, Adenhart era guardia en el equipo de baloncesto que ganó el campeonato de la Liga Católica de Baltimore. A la edad de 14 años, Adenhart se unió a los Oriolelanders, un equipo de exhibición compuesto por jugadores aficionados de Maryland y patrocinado por los Baltimore Orioles, donde permanecería durante cuatro años. En 2003, a la edad de 16 años, Adenhart lanzó para los Youse's Maryland Orioles, quienes ganaron el Torneo de la Asociación Americana de Béisbol Amateur ese año.
Adenhart se transfirió a Williamsport High School después de su segundo año, donde dejó el baloncesto para concentrarse únicamente en el béisbol, como lanzador. Los exploradores comenzaron a seguirlo de cerca cuando Baseball America lo nombró mejor prospecto junior.
Adenhart tuvo un récord de 6-0 con un promedio de carreras limpias de 1.04 durante la temporada regular en su tercer año y, como resultado, fue nombrado Jugador Gatorade del año en Maryland. En una derrota por 1-0 durante el enfrentamiento de cuartos de final de los playoffs, lanzó un juego sin hits y tuvo 14 ponches. Al ingresar a su última temporada en la escuela secundaria, Baseball America nombró a Adenhart como el mejor prospecto de la escuela secundaria en el país. En su último año, Adenhart lanzó un juego perfecto en su primera salida, ponchando a 15 de los 21 bateadores enfrentados. Al ingresar al último juego de la temporada regular de su carrera en la escuela secundaria, tenía un récord de 5-1, una efectividad de 0.73 y un promedio de 2.2 ponches por entrada. Durante noviembre de su último año, Adenhart firmó una carta de intención para jugar con el equipo de béisbol North Carolina Tar Heels en la Universidad de Carolina del Norte, aunque sus posibilidades de ser seleccionado en el draft continuaron aumentando y el cuerpo técnico de Carolina del Norte vio sus posibilidades de adquirir Adenhart para ser delgado.

## Carrera
En su último juego de la preparatoria, frente a dos docenas de cazatalentos, Adenhart sintió un chasquido en el codo después de lanzar una bola curva al tercer bateador. La lesión, que terminó abruptamente con su temporada, fue un desgarro parcial del ligamento en el codo que requirió una cirugía Tommy John. Aunque originalmente había sido proyectado como una selección de primera ronda, la lesión hizo que sus acciones cayeran en picado dos semanas antes del draft de las Grandes Ligas de 2004.
Cayó a la selección general 413 en la ronda 14, seleccionado por Los Angeles Angels. El cazatalentos de los Angels, Dan Radcliff, y el director de cazatalentos, Eddie Bane, convencieron a Adenhart de renunciar a una oferta de beca de la Universidad de Carolina del Norte y lo firmaron con un bono de $710 000 ($ 1,020,000 000 en 2021) el 26 de julio de 2004. Después de que el Dr. James Andrews realizara la cirugía Tommy John, Adenhart pasó el siguiente año rehabilitando su codo en el centro de rehabilitación de los Angels en Tempe, Arizona. Durante ese tiempo, Adenhart también asistió a clases en la Universidad Estatal de Arizona.
Adenhart hizo su debut profesional el 25 de junio de 2005, con Orem Owlz de la Pioneer League, filial de la Liga de Novatos de los Angels. En su única aparición para los Owlz, lanzó seis entradas, permitió una carrera sucia, ponchó a siete y obtuvo la victoria. Pasó el resto de la temporada 2005 con los Angels de la Liga de Arizona ese verano. En 13 juegos para los Angels, tuvo un récord de 2-3, una efectividad de 3.68 y 52 ponches. La primavera siguiente, a la edad de 19 años, Adenhart fue uno de los doce lanzadores que obtuvieron una invitación fuera del roster al campamento de Grandes Ligas de los Angels. Cuando comenzó la temporada 2006, también fue considerado el sexto mejor prospecto de los Angels y el 90.º mejor en general por Baseball America. Adenhart fue asignado a los Cedar Rapids Kernels, la filial Low-A de los Angels, después del entrenamiento de primavera. Lanzó bien para los Kernels. En 16 juegos, Adenhart tuvo 10 victorias, efectividad de 1.95 y 99 ponches en 106 entradas lanzadas. Su actuación le valió una asignación titular en el All-Star Futures Game de 2006 el 21 de junio y un ascenso a Rancho Cucamonga Quakes, el afiliado High-A de la organización, poco después. Continuó sus esfuerzos con los Quakes, ganando cinco juegos y perdiendo dos en nueve aperturas. Adenhart fue miembro del equipo de clasificación olímpica de los Estados Unidos en 2006, junto con el prospecto de los Angels, Brandon Wood.
En 2007, Adenhart se convirtió en uno de los mejores prospectos de la organización de los Angels. Baseball America lo clasificó como el 34º mejor prospecto en el béisbol y el segundo en la organización de los Angels. Fue llamado a los Double-A Arkansas Travelers para los que jugó la temporada 2007. En 26 apariciones, tuvo un récord de 10–8 con efectividad de 3.65. Al año siguiente, Adenhart fue llamado a los Triple-A Salt Lake Bees, donde pasó la mayor parte de la temporada 2008. Fue declarado el mejor prospecto número 24 en las mayores esa temporada. En el mes de abril, Adenhart tuvo un récord de 4-0 con efectividad de 0.87 y 21 ponches en 31 entradas. Como resultado, fue incluido en la lista de Grandes Ligas de los Angels y estaba programado para hacer su debut el 1 de mayo, lanzando con tres días de descanso. El campocorto Maicer Izturis fue colocado en la lista de lesionados cuando se mencionó a Adenhart.
Adenhart hizo su debut en las Grandes Ligas como lanzador abridor contra los Atléticos de Oakland en casa en el Angel Stadium deAnaheim. En ese momento, era el lanzador activo más joven en las ligas mayores. En su debut, permitió cinco carreras limpias y caminó cinco en dos entradas, ganando una victoria sin decisión en una derrota por 15–8. Adenhart se sintió decepcionado en su primera aparición y dijo: "Primero decepcioné al equipo. Siempre quieres salir y demostrar tu valía ante tus compañeros de equipo, tu manager y tus entrenadores. También fui una decepción para mí mismo". Su segunda apertura fue contra los Kansas City Royals, donde obtuvo otra victoria sin decisión, permitiendo tres carreras limpias y ponchando a tres en 4⅓ entradas en la victoria de los Angels por 5-3. La reacción a su segunda apertura fue más positiva, con el manager Mike Scioscia diciendo que "definitivamente fue un comienzo en la dirección correcta". Adenhart obtuvo la única decisión de su carrera, una victoria, el 12 de mayo de 2008, contra los Chicago White Sox en Anaheim, permitiendo cuatro carreras limpias en 5⅔ entradas en camino a una victoria de los Angels por 10–7. Después de la victoria contra los White Sox, Adenhart fue enviado de regreso a los Salt Lake Bees. Pasó el resto de la temporada 2008 en Salt Lake, acumulando un récord de 9-13 con una efectividad de 5.76 en 26 juegos.
Adenhart fue declarado el mejor prospecto en la organización de los Angels en 2009 y ocupó el puesto 68 en general en la lista de los 100 mejores prospectos de Baseball America de 2009, citando sus 158 entradas lanzadas por año durante las últimas tres temporadas. Adenhart se ganó su lugar en la rotación de abridores de los Angels en 2009 durante los entrenamientos de primavera. Apareció en seis aperturas y tuvo un récord de 3-0 con efectividad de 3.12 en 26 entradas lanzadas. Permitió solo nueve carreras limpias y cinco bases por bolas, y ponchó a 18. Adenhart abrió la temporada 2009 como el tercer abridor en la rotación de los Angelinos. En su debut en la temporada el 8 de abril de 2009, ganó sin decisión, permitió siete hits y ninguna carrera mientras ponchó a cinco bateadores y caminó a tres en seis entradas contra los Oakland Athletics en el Angel Stadium de Anaheim.

## Muerte
Poco después de la medianoche del 9 de abril de 2009, Adenhart estuvo involucrado en un accidente automovilístico en Fullerton, California en las intersecciones de Orangethorpe Avenue y Lemon Street, solo unas horas después de haber sido el lanzador abridor en el juego de la noche anterior. La policía informó que una persona que conducía una minivan Toyota Sienna roja se saltó un semáforo en rojo y chocó contra un Mitsubishi Eclipse gris en el que Adenhart era un pasajero, estrellándolo contra un poste telefónico. El conductor del Eclipse, la animadora de Cal State Fullerton, Courtney Stewart, así como otro pasajero, Henry Pearson, fueron declarados muertos en el lugar.
Adenhart y Jon Wilhite, otro pasajero en el Mitsubishi, fueron llevados al Centro Médico Irvine de la Universidad de California, donde Adenhart murió como resultado de sus heridas a la edad de 22 años. Wilhite sufrió una decapitación interna y sobrevivió después de cinco horas de cirugía para volver a unir su cráneo a su columna seis días después del accidente.
El conductor de la minivan salió corriendo de la escena, pero luego fue arrestado e identificado como Andrew Thomas Gallo. Después de un juicio con jurado de dos semanas celebrado en septiembre de 2010, Gallo fue declarado culpable de tres cargos de asesinato en segundo grado, dos cargos de conducir bajo la influencia del alcohol que causaron graves lesiones corporales y un cargo de delito grave de atropello y fuga. Otro juicio lo encontró culpable de conducir con una licencia suspendida. El 22 de diciembre de 2010 fue condenado a 51 años de cadena perpetua.

### Memorial

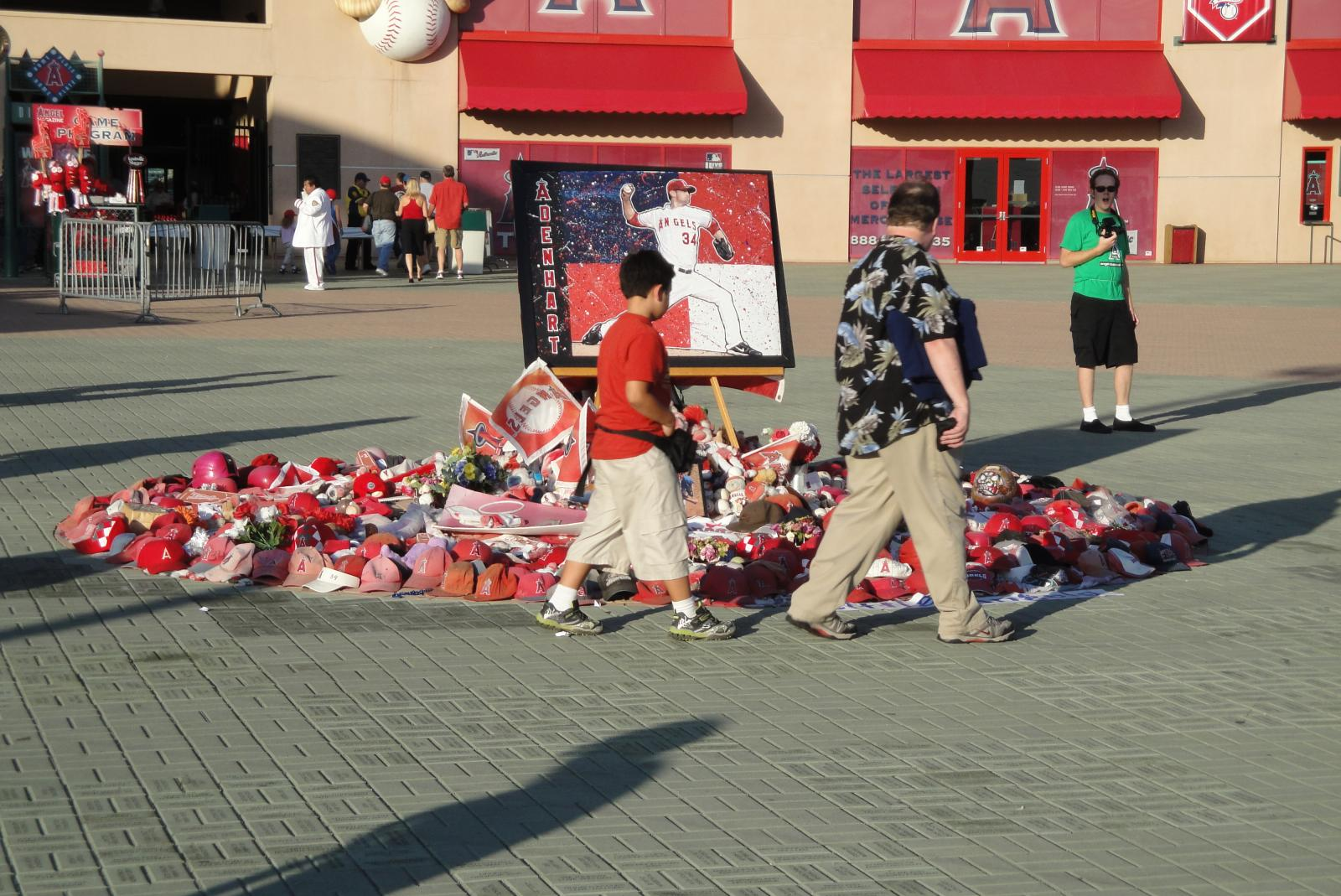
Santuario improvisado fuera de las puertas del Angel Stadium

La familia de Adenhart emitió esta declaración, luego de su muerte:

La familia de Nick expresa su sincera gratitud por toda la ayuda que los Angels le han brindado. Vivió su sueño y fue bendecido por ser parte de una organización compuesta por personas tan cálidas, afectuosas y compasivas. Los Angels eran su familia extendida. Gracias a todos los fieles seguidores y fans de Nick a lo largo de su carrera. Siempre estará en los corazones de todos para siempre.

El gerente general de los Angels, Tony Reagins, también emitió un comunicado:

La familia Angels ha sufrido una tremenda pérdida hoy. Estamos profundamente entristecidos y conmocionados por esta trágica pérdida. Nuestros pensamientos y oraciones están con la familia, los amigos, los seres queridos y los fans de Nick.

Los Angels pospusieron el partido contra los Oakland Athletics que se iba a juagar el día inmediatamente posterior a la muerte de Adenhart. En recuerdo de Adenhart, durante el resto de la temporada 2009, se colocó un parche negro con el número 34 sobre el corazón en los uniformes de los Angels, su casillero en la casa club del Angel Stadium de Anaheim permaneció como estaba y se le asignó un casillero en los juegos fuera. El equipo colgó una de las camisetas de Adenhart en su banquillo durante los juegos.
Se agregó una foto en blanco y negro de Adenhart junto con su nombre y número a la cerca del jardín central en el Angel Stadium. Se estableció un santuario improvisado, dedicado a Adenhart, fuera de las puertas del Angel Stadium. El santuario improvisado fue mantenido por personal de los Angels hasta su remoción en diciembre de 2009. Los Angels no tienen ningún plan para crear un monumento permanente.

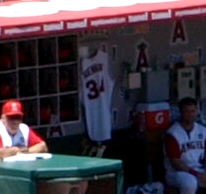
El uniforme de Adenhart colgó dentro del dugout de los Angels durante un juego de 2009.

Los Salt Lake Bees, filial AAA de los Angels, también pospusieron su partido del 9 de abril contra los Reno Aces. El equipo también usó un parche con el número 32 durante la temporada que representa el número de camiseta de Adenhart durante su tiempo con los Bees. También se pintó un número 32 en el césped frente al banquillo de los Bees.
El 28 de septiembre de 2009, cuando los Angels celebraron ganar la División Oeste de la Liga Americana, honraron a Adenhart rociando champán y cerveza en una de sus camisetas, y luego se reunieron frente al monumento de la pared del jardín para una foto del equipo. Se cuestionó la idoneidad de celebrar con alcohol con respecto a la muerte de Adenhart relacionada con el alcohol, pero los miembros de la familia apoyaron las celebraciones. El padre de Adenhart, Jim, declaró: "Eso es béisbol. Si Nick estuviera allí, también habría arrojado unos cuantos". Los compañeros de equipo de Adenhart votaron para darle a su familia una participación completa en los playoffs de 2009 con un valor de $138,038.57. El manager de los Angels, Mike Scioscia, dedicó su premio al Mánager del año de las Grandes Ligas de Béisbol 2009 a Adenhart.
Los Angels establecieron el premio Nick Adenhart Lanzador del Año otorgado a un lanzador de los Angels por su desempeño sobresaliente durante la temporada regular. El equipo encargó a Harry Weber que creara una estatua de bronce de Adenhart, que se exhibirá en la vitrina de trofeos del Angel Stadium. Se presentarán versiones más pequeñas de la estatua a todos los galardonados con el premio Nick Adenhart.
La familia Adenhart creó el Fondo Conmemorativo Nick Adenhart, que está diseñado para brindar apoyo financiero a las organizaciones juveniles de béisbol. El objetivo es ayudar a las ligas en apuros de todo el país a comprar equipos y cubrir los gastos para mantener el béisbol juvenil en funcionamiento. La primera presentación del fondo fue de $5000 a la Halfway Little League en Halfway, Maryland. Se han establecido dos eventos anuales, Nick Adenhart 5K Run and Walk y Nick Adenhart Baseball Camp, para beneficiar a la fundación.
La camiseta número 21 de Adenhart fue retirada por Cedar Rapids Kernels, el afiliado Clase A de los Angelinos, el 20 de junio de 2010. Los Kernels, la Fundación Kernels y la familia Adenhart también establecieron la Beca Conmemorativa Nick Adenhart, una beca anual de $1,000. Los Orem Owlz, para quienes Adenhart jugó brevemente en 2005, han usado camisetas especiales, que tienen la apariencia de una imagen serigrafiada de Adenhart, junto con su número 34. El campo de béisbol de las ligas menores donde jugó Adenhart en Halfway, Maryland, se volvió a dedicar como el campo conmemorativo Nicholas James Adenhart. Los Hagerstown Suns, la filial de béisbol de las ligas menores en Hagerstown, Maryland realizaron una recaudación de fondos para el Fondo Conmemorativo de Nick Adenhart y agregaron a Adenhart a su Muro de la Fama en el Estadio Municipal. La ciudad de Manhattan Beach, la ciudad natal de Wilhite, erigió el Muro Conmemorativo Pearson-Wilhite-Stewart-Adenhart en Marine Avenue Park en honor a las cuatro víctimas del accidente.
Como memorial, el lanzador de los Angels, Jered Weaver, escribió las iniciales "NA" en la tierra en la parte posterior del montículo del lanzador antes de cada apertura en honor a Adenhart. Weaver también nombró a su hijo Aden en memoria de Adenhart. Mike Napoli, quien atrapó el último juego de Adenhart, sale al jardín central antes de cada juego y escribe el nombre de Adenhart en la pista de advertencia. Darren O'Day, quien ascendió a través del sistema menor de los Angelinos con Adenhart, escribió el número y las iniciales de Adenhart en el borde de cada gorra nueva que usaba. El lanzador de los Baltimore Orioles, Miguel González, rindió homenaje a Adenhart, su excompañero de ligas menores, al usar uno de sus guantes en su primera apertura de ligas mayores, que fue contra los Angels el 6 de julio de 2012.
Adenhart está enterrado en el cementerio de Greenlawn, en Williamsport, Maryland al otro lado de la calle de la escuela secundaria Springfield, donde asistió y jugó béisbol cuando era niño. Se llevó a cabo un servicio conmemorativo público en Williamsport High School el día después de su entierro.
Después de la muerte de Adenhart, su excompañero de equipo de la escuela secundaria y amigo cercano, David Warrenfeltz, fue contratado como entrenador de béisbol de la escuela secundaria Williamsport. En un accidente descrito como "inquietantemente similar al de Adenhart", el lanzador estrella de la escuela y su novia murieron en un choque en 2012.
Los Angels no tenían a otro jugador usando el número 34 de Adenhart hasta que Noah Syndergaard lo usó para rendir homenaje en una apertura el 9 de abril de 2022, contra los Houston Astros.